# Giorgio Piantanida
Giorgio Piantanida (Busto Arsizio, 15 settembre 1967) è un ex sciatore alpino italiano specialista della discesa libera.

## Biografia

### Carriera sciistica
Discesista puro nato a Busto Arsizio, nel 1981 vinse la medaglia d'oro ai Campionati Italiani di discesa libera nella categoria allievi, bissando il risultato nel 1985 nella categoria giovani. Conquistò il primo risultato internazionale in carriera il 28 febbraio dello stesso anno quando vinse la medaglia d'oro ai Mondiali juniores di Jasná 1985, mentre il suo primo piazzamento in Coppa del Mondo fu il 13º posto ottenuto a Las Leñas il 18 agosto dello stesso anno. Ai Mondiali di Crans-Montana 1987, sua prima partecipazione iridata, si classificò 12º, primo degli italiani, nella gara vinta da Peter Müller, e il 23 gennaio 1988 ottenne il suo unico podio di carriera in Coppa del Mondo a Leukerbad classificandosi 2º nella gara vinta dal connazionale Michael Mair e con l'altro italiano Werner Perathoner al 3º posto: fu la prima volta in cui un podio di discesa libera fu composto esclusivamente da atleti della nazionale italiana. Sebbene convocato, non ottenne piazzamenti né XV Giochi olimpici invernali di Calgary 1988 (dove non gareggiò perché infortunato) né ai Mondiali di Vail 1989. L'ultimo piazzamento di rilievo della carriera agonistica di Piantanida fu il 10º posto ottenuto nella gara di Coppa del Mondo disputata a Wengen il 21 gennaio 1989; il 16 dicembre dello stesso anno subì sulla Saslong della Val Gardena un grave infortunio, che lo obbligò al ritiro.

### Altre attività
Lasciato lo sci agonistico, negli anni 1990 passò a gareggiare nel motocross, vincendo campionati regionali, e nei rally, partecipando ad alcuni campionati 2 ruote motrici. Ritornò alle gare automobilistiche nel 2012, partecipando a vari rally storici.

## Palmarès

### Mondiali juniores
- 1 medaglia:
  - 1 oro (discesa libera a Jasná 1985)

### Coppa del Mondo
- Miglior piazzamento in classifica generale: 43º nel 1988
- 1 podio:
  - 1 secondo posto